# Висша математика
Висша математика е сборно понятие за избрани глави от различни математически дисциплини, които се изучават в рамките на учебните планове на различни специалности във полувисшите и висши учебни заведения. Висша математика се преподава на студентите от различни инженерни, медицински, военни, агробиологически и хуманитарни специалности, докато студентите от математическите специалности изучават застъпените дисциплини поотделно и по-задълбочено.
Математическите дисциплини, които обикновено се включват в предмета висша математика са аналитична геометрия, линейна алгебра, диференциално и интегрално смятане (калкулус), диференциални уравнения, но също могат да се включват и елементи от висшата (абстрактна) алгебра, комбинаториката, математическата логика, топологията и диференциалната геометрия.